# Morski Sztab Generalny
Morski Sztab Generalny (dalej MSG) – wyższy strategiczno-operacyjny organ dowodzenia marynarki wojennej w szeregu państw: Rosja, Niemcy – Morski Sztab Generalny (1899), Francja – Morski Sztab Generalny (1902), Japonia – Morski Departament Dowodzenia (1883), Włochy – Główny Sztab Floty (1907), USA – Główny Zarząd Operacyjny Floty (1909), Anglia – Morski Sztab Wojny (1912)..
W Rosji MSG był utworzony 7 maja 1906. Funkcjonował razem z Głównym Sztabem Morskim, który był zorganizowany w 1836. MSG zajmował się opracowaniem planów operacyjno-strategicznych wojny na morzach, programami budowy okrętów wojennych, planami gotowości bojowej flot i ich przygotowania do przyszłej wojny, rozpoznaniem flot innych państw. Kierował działalnością Mikołajewskiej Akademii Morskiej, działalnością Ligi Rekonstrukcji Floty i innymi organizacjami społecznymi i morskimi. Pierwszym szefem był admirał Ł.A. Brusiłow w latach 1906–1908.
W czasie I wojny światowej MSG miał 8 oddziałów: trzech operacyjnych, organizacyjno-taktycznego, strategicznego, lotniczego, podwodnego, służby tyłów i historycznego. służyło w nim 35 oficerów i 23 podoficerów i marynarzy. Po rewolucji 1917 MSG przechodził kilka reorganizacji. Pierwszym po rewolucji szefem był J.A. Berens w latach 191–1919. w Rosji Sowieckiej MSG był organem roboczym dowództwa morskich sił zbrojnych, kierował formowaniem flotylli i oddziałów morskich, prowadził mobilizację oraz wykonywał inne zadania dowództwa. W 1919 składał się z 5 oddziałów i służyło w nim 113 oficerów i marynarzy.
W sierpniu 1921 MSG był rozformowany, funkcje jego zostały przekazane Sztabowi Morskiemu Republiki, a od 1926 sztabowi Robotniczo Chłopskiej Armii Czerwonej, a w 1938 Głównemu Sztabowi Morskiemu. W marcu 1950 MSG został sformowany na nowo w związku z powstaniem Wojennego Ministerstwa Morskiego. W marcu 1953 w związku z połączeniem Ministerstwa Obrony i Wojennego Ministerstwa Morskiego MSG został przeorganizowany w Główny Sztab Marynarki Wojennej (Wojenno Morskich Sił), który w 1955 został przemianowany w Główny Sztab Marynarki wojennej (Wojenno-Morskogo Fłota).